# Poedo
Poedo (llamada oficialmente Santa María de Poedo) es una parroquia y un lugar español del municipio de Baños de Molgas, en la provincia de Orense, Galicia.

## Organización territorial
La parroquia está formada por una entidad de población:
- Poedo

## Demografía
Gráfica demográfica del lugar y parroquia de Poedo según el INE español:
| Gráfica de evolución demográfica de Poedo entre 2000 y 2022 |
|                                                             |
| Datos según el nomenclátor publicado por el INE.            |